# Десант біля Благовєщенської — озера Солоного
Десант біля Благовєщенської — озера Солоного здійснювався 25 — 27 вересня 1943 року силами Чорноморського флоту на Таманському півострові в часі Новоросійсько-Таманської операції.

## Задум операції
Після зайняття Новоросійська підрозділи Північно-Кавказького фронту, що входили до складу 55-ї гвардійської стрілецької дивізії (керував генерал Борис Аршинцев) 18-ї армії (командував Костянтин Леселідзе) продовжують наступ на Таманському півострові вздовж берега Чорного моря. 56-та армія до 24 вересня виходить до станиці Гостагаєвська, частини 242-ї гірсько-піхотної дивізії (полковник Віктор Б. Лисинов) з боєм проти німецької 125-ї піхотної дивізії займають її і виходять на рубіж західніше Чекона — Гостагаєвської — Ольховки — Благовєщенського, досягши Витязевського лиману. Після того підрозділи 56-ї армії вибивають сили противника за річку Стара Кубань, частини 11-го, 16-го та 22-го стрілецьких корпусів підходять до оборонного рубежа противника, обладнаного між Ахтанізовським, Кизилтаським та Старотитаровським лиманами. 89-та стрілецька дивізія полковника Нвера Сафаряна обходить Витязевський лиман з пвіночі, північніше по косі просувалася 55-та Іркутська дивізія Б. Н. Аршинцева.
Досить зручний для оборони відтинок знаходився на прибережному напрямі біля Анапи — вузький перешийок вздовж берега моря, із суші обмежений Бугазьким лиманом. Аби не надати противнику можливості зупинити радянський наступ в цій місцевості, командуючий Північно-Каквазьким фронтом генерал Іван Петров наказує керівнику Чорноморського флоту віце-адміралу Леву Владимирському здійснити тактичний десант біля станиці Благовєщенська. Преред силами десанту ставилося завдання у співдії з частинами 19-ї армії зайняти станицю Благовєщенська та село Суворов-Черкеський, цим самим не допустивши відходу нацистських частин по шляхах Анапа — озеро Солоне та Анапа — Джигинка.
До складу десанту виділялися 83-тя морська стрілецька бригада, 166-й гвардійський стрілецький полк 55-ї дивізії, 143-й батальйон морської піхоти Чорноморського флоту — загалом 8421 чоловік, 60 кулеметів, 54 міномети, 38 45-мм та 20 протитанкових гармат. Десантування передбачалося біля озера Солоне із завданням зайняти місто Тамань та відрізати німецьким силам шляхи наступу, мало бути головний та допоміжний десантні загони.
До десантного загону виділялися 30 десантних ботів, 17 сторожових катерів, 13 торпедних катерів, 3 тральщики, 1 сторожовий корабель. Першим загоном десантування керував капітан 2-го рангу В. А. Янчурін, другим — капітан 3-го рангу Дмитро Глухов, третім — капітан 3-го рангу П. І. Державін. Командир висадки контр-адмірал Георгій Холостяков, заступник по політчастині каперанг Михайло Бакаєв та штаб на чолі з капітаном 2-го рангу Іллею Нестеровим знаходилися на СКР «Шквал»..
На Таманському пвострові оборонялася 17-та німецько-румунська армія, котрою керував генерал Ервін Єнеке.

## Перебіг операції та її результати
24 вересня кораблі з десантом виходять із Геленджицької бухти, проте через сильний шторм командир загону висадки головного десанту капітан 3-го рангу Павло Державін приймає рішення тимчасово відмовитися від десантування та перечекати несприятливі погодні умови в Анапі. Однак допоміжний десант не був сповіщений про дану колізію та розпочав висадження біля Благовєщенської, у цьому часі корабельна група охорони десанту біля мису Залізний Ріг відбила спробу німецьких кораблів пробитися до місця висадки. Червоноармійці висаджуються на Бугазьку косу та в бою займають її; користуючись відсутністю через шторм літаків Люфтваффе, радянські сторожові катери маневрували та своїм вогнем придушували ворожі точки. До вечора 25 вересня на косі було висаджено 820 радянських солдатів та офіцерів, котрі мали 6 45-мм гармат та 15 мінометів, німецькі сили були вибиті з коси; десантники займають позиції західніше Благовєщенської, перетнувши шляхи відступу до озера Солоне. 26 вересня вдень ударом з трьох сторін частини 18-ї армії та десант займають станицю Благовєщенська, загрозивши тил таманському угрупуванню нацистських сил.
У ніч на 26 вересня біля озера Солоного висаджуються головні сили десанту, зав'язався цілоденний бій з переважаючими німецько-румунськими силами, однак, зазнавши значних втрат, до Темрюка десантники пробитися не змогли. За наказом командуючого фронтом на зайнятий плацдарм біля Солоного додатково висаджуються 8-ма гвардійська та 103-тя стрілецька бригади, до 14-ї години 27 вересня висадження було закінчене. За підтримки 2-х штурмових авіаційних полків десантні сили переходять в наступ на Тамань. Швидкого просування до міста не вийшло, проте значні німецькі сили на себе відтягли, що зіграло свою роль в унеможливленні довгочасної німецької оборони на Таманському півострові.
Досить вдалі дії десантних загонів змогли дезорганізувати німецьку оборону; 27 вересня на протилежному березі Таманського півострова підрозділи 9-ї армії пробиваються до Темрюка та починають його штурм. Побоюючись лишитися відрізаними від узбережжя, позбавившись змоги евакуації до Криму, німецьке командування проводить спішну евакуацію сил з півстрова; 3 жовтня радянські сили очистили Тамань від нацистів.
Досить успішні дії десанту були такими завдяки і тому, що його чисельність була відповідною поставленим завдання, була наявна велика кількість артилерії та мінометів, вчасно було здійснено посилення на плацдармі, досить непоганою була взаємодія врмії та флоту.

## Втрати та вшанування
Втрати десанту не є відомими, однак у спогадах учасники писали, що вони були значними; великі втрати були і в протилежної сторони.
Авіація Чорноморського флоту при прикритті десантної операції здійснила 453 літаковильоти, збивши 17 літаків противника. За цей час радянські льотчики знищили до 1500 солдатів противника, 385 автомобілів та возів з вантажами, 12 гармат.
26 вересня 1943 року при виході з Анапської бухти підірвалися катери з десантниками на борту, загинуло близько 400 моряків із 8-ї стрілецької та 83-ї морської стрілецької бригади. 21 вересня 2006 року в Анапі відкрито пам'ятник їх честі, де викарбувано імена 102-х відомих.